# Handball-Oberliga Sachsen 1998/99
Die Handball-Oberliga Sachsen 1998/99 wurde unter dem Dach des Handball-Verbandes Sachsen (HVS) organisiert. Sie war die höchste Spielklasse des Landesverbandes Sachsen und wurde hinter der Regionalliga als vierthöchste Spielklasse im deutschen Ligensystem eingestuft.

## Saisonverlauf
Die Oberliga Sachsen 1998/99 war die achte Ausspielung der Handball-Oberligasaison. Meister wurde der HSG Freiberg, der sich damit auch für die Regionalliga Süd 1999/2000 qualifizierte. Sachsenmeister und Aufsteiger bei den Frauen war der HC Sachsen Neustadt-Sebnitz.

### Modus
Es wurde eine Hin- und Rückrunde gespielt. Nach Abschluss der daraus resultierenden 26 Spieltage stieg der Sachsenmeister in die Regionalliga Süd auf, während die letzten vier Mannschaften in die Verbandsligen absteigen mussten. Der Modus war für Männer und Frauen gleich.

## Teilnehmer und Platzierungen
Nicht mehr dabei waren Auf- und Absteiger der Vorsaison. Neu hinzu kamen die Absteiger (A) aus der Regionalliga Süd und die Aufsteiger (N) aus der Verbandsligen.

### Männer
 1. HSG Freiberg
- 2. SV 04 Plauen-Oberlosa
- 3. HC Einheit Plauen
- 4. HSV Dresden (A)
- 5. OSC Löbau
- 6. SSV Chemnitz-Rottluff
- 7. USV TU Dresden
- 8. EHV Aue II
- 9. SV Lok Leipzig-Mitte (N)
- 10. HSV Glauchau
- 11. SG LVB Leipzig II
- 12. SSV Stahl Rietschen (N)
- 13. SHC Meerane

 14. BSV Limbach-Oberfrohna

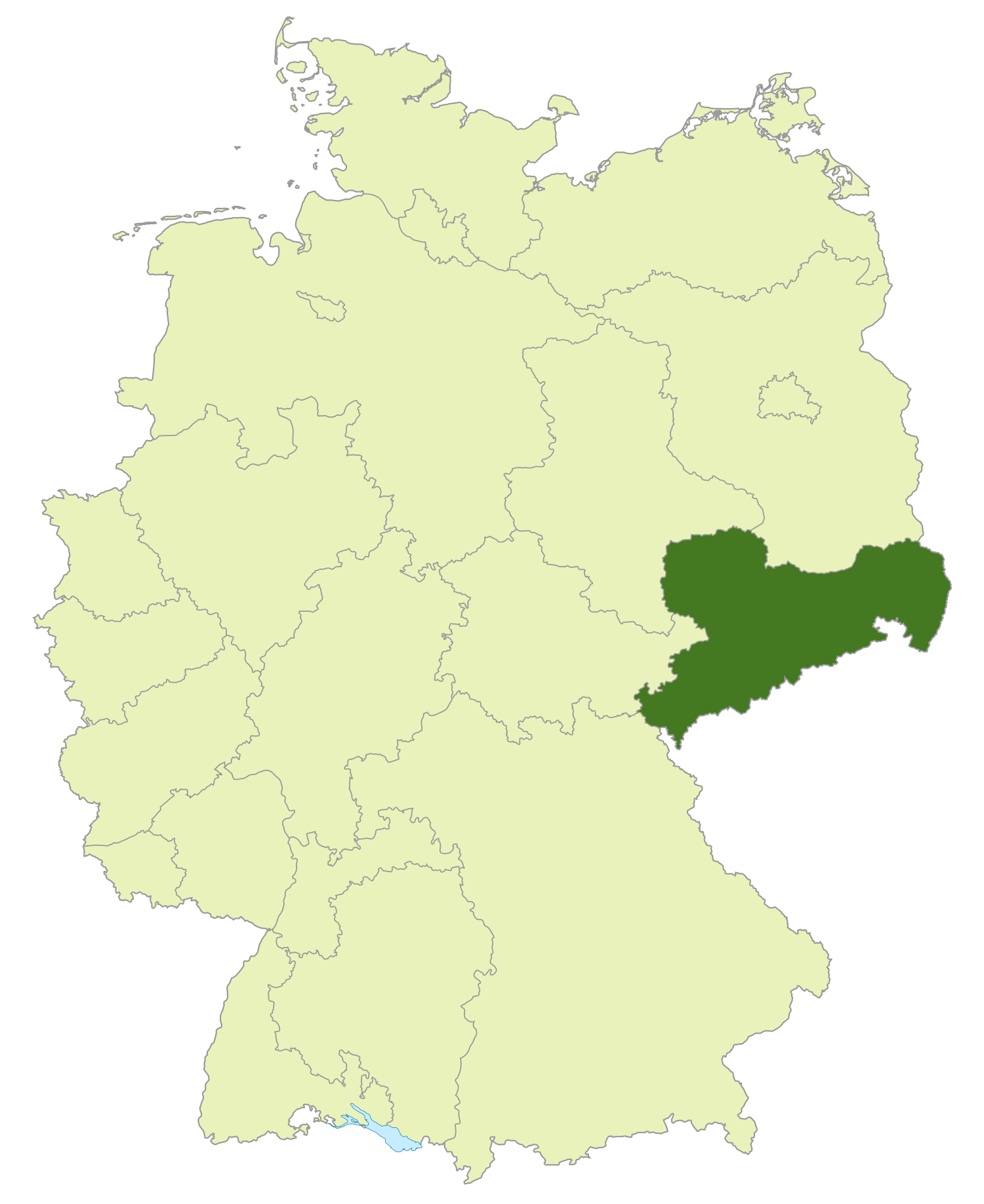
Bereich „Handball-Verband Sachsen“ (grün)

(A) = Absteiger aus der Regionalliga Süd (N) = neu in der Liga

 Sachsenmeister und Aufsteiger zur Regionalliga Süd 1999/2000
- Für die Oberliga  1999/2000 qualifiziert

 Absteiger in die Verbandsliga

### Frauen
- Der HC Sachsen Neustadt-Sebnitz wurde Sachsenmeister und hat sich für die Regionalliga Süd 1999/2000 der Frauen qualifiziert.